# روبرت هنري برستون
روبرت هنري برستون هو سياسي كندي، ولد في 15 مارس 1840 في ريدو ليكس في كندا، وتوفي في 18 ديسمبر 1926. حزبياً، نشط في حزب أونتاريو المحافظ التقدمي. وقد انتخب عضو برلمان مقاطعة أونتاريو.